# Ганьон, Андре
Андре́ Ганьо́н (фр. André Gagnon; 2 августа 1936 года — 3 декабря 2020) — канадский композитор, пианист, дирижёр, аранжировщик. В основном известен произведениями, в которых искусно сочетал лёгкую классическую музыку с популярными стилями XX века: нью-эйджем, диско и др.

## Биография
Родился 2 августа 1936 года в Квебеке. Закончил Монреальскую консерваторию в 1961 году, затем год обучался дирижёрскому искусству в Париже. Вернувшись, начал семилетний период работы с певцом Клодом Левейе в качестве дирижёра, пианиста и аранжировщика. Ганьон рано, ещё в детстве, начал сочинять, но выпустил свой первый альбом лишь в 1964 году. До 1969 года Ганьон много работал в качестве аккомпаниатора на концертах и записях известных канадских исполнителей, но в 1969 решил оставить карьеру аккомпаниатора и полностью посвятить себя композиции. Широкая известность пришла к нему в середине 1970-х. Ганьон начал много гастролировать. Особую любовь зрителей завоевала его музыка в Японии. Также много сочинял для телевидения, написал музыку для 10 кинофильмов. Был дважды удостоен престижнейшей в Канаде премии «Джуно» (1978, 1995), был возведён в офицеры Ордена Канады.

## Альбомы
| Year | Title                                 |
| ---- | ------------------------------------- |
| 1964 | André Gagnon — Piano et orchestre     |
| 1965 | Léveillée-Gagnon                      |
| 1966 | Une voix, deux pianos                 |
| 1968 | Pour les amants                       |
| 1969 | Notre amour                           |
| 1969 | Mes quatre saisons                    |
| 1971 | Let It Be Me                          |
| 1972 | Les Turluteries                       |
| 1972 | Encore                                |
| 1973 | Projection / Les forges de St-Maurice |
| 1973 | Les grands succes d’André Gagnon      |
| 1974 | Saga                                  |
| 1975 | Neiges                                |
| 1977 | Le Saint-Laurent                      |
| 1978 | Movements                             |
| 1981 | Left Turn                             |
| 1982 | Les grands succès / Greatest Hits     |
| 1983 | Impressions                           |
| 1986 | Comme dans un film                    |
| 1989 | Des dames de coeur                    |
| 1990 | Nelligan                              |
| 1992 | Noël                                  |
| 1993 | Les jours tranquilles                 |
| 1993 | Presque blue                          |
| 1994 | Romantique                            |
| 1995 | Piano                                 |
| 1996 | Twilight Time                         |
| 1996 | Musique (Coffret de collection)       |
| 1997 | André Gagnon au Centre Molson         |
| 1997 | Éden                                  |
| 1997 | La collection émergence               |
| 1999 | Juliette Pomerleau                    |
| 1999 | Printemps                             |
| 1999 | Été                                   |
| 1999 | Automne                               |
| 1999 | Hiver                                 |
| 2001 | Histoires rêvées                      |
| 2003 | Piano solitude                        |
| 2010 | Les chemins ombragés                  |
| 2011 | Dans le silence de la nuit            |